# Helensville
Helensville est une localité de l’Île du Nord de la Nouvelle-Zélande.

## Situation
Elle se situe à 40 kilomètres au nord-ouest de la cité d’Auckland, près de l’extrémité sud du mouillage de Kaipara Harbour (en).

## Accès
La route State Highway 16/S H 16 (en) passe à travers la ville, la reliant à la ville de Waimauku, située à 16 km vers le sud, et Kaukapakapa, qui est à environ 12 km vers le nord-est.
La ville de Parakai est à 2 km vers le nord-ouest.
Le fleuve Kaipara passe à travers la ville et se jette dans le  mouillage de Kaipara Harbour (en) vers le nord  , .

## Population
La population était de 2 532 habitants lors du recensement de 2006 en Nouvelle-Zélande, en augmentation de 315 personnes par rapport au recensement de 2001.

## Gouvernance
Helensville est aussi le nom du siège d'Helensvile (en) pour le Parlement de la Nouvelle-Zélande.
Le représentant actuel pour Helensville est John Key, le leader du Parti national de Nouvelle-Zélande et Premier Ministre de Nouvelle-Zélande.

## Histoire initiale

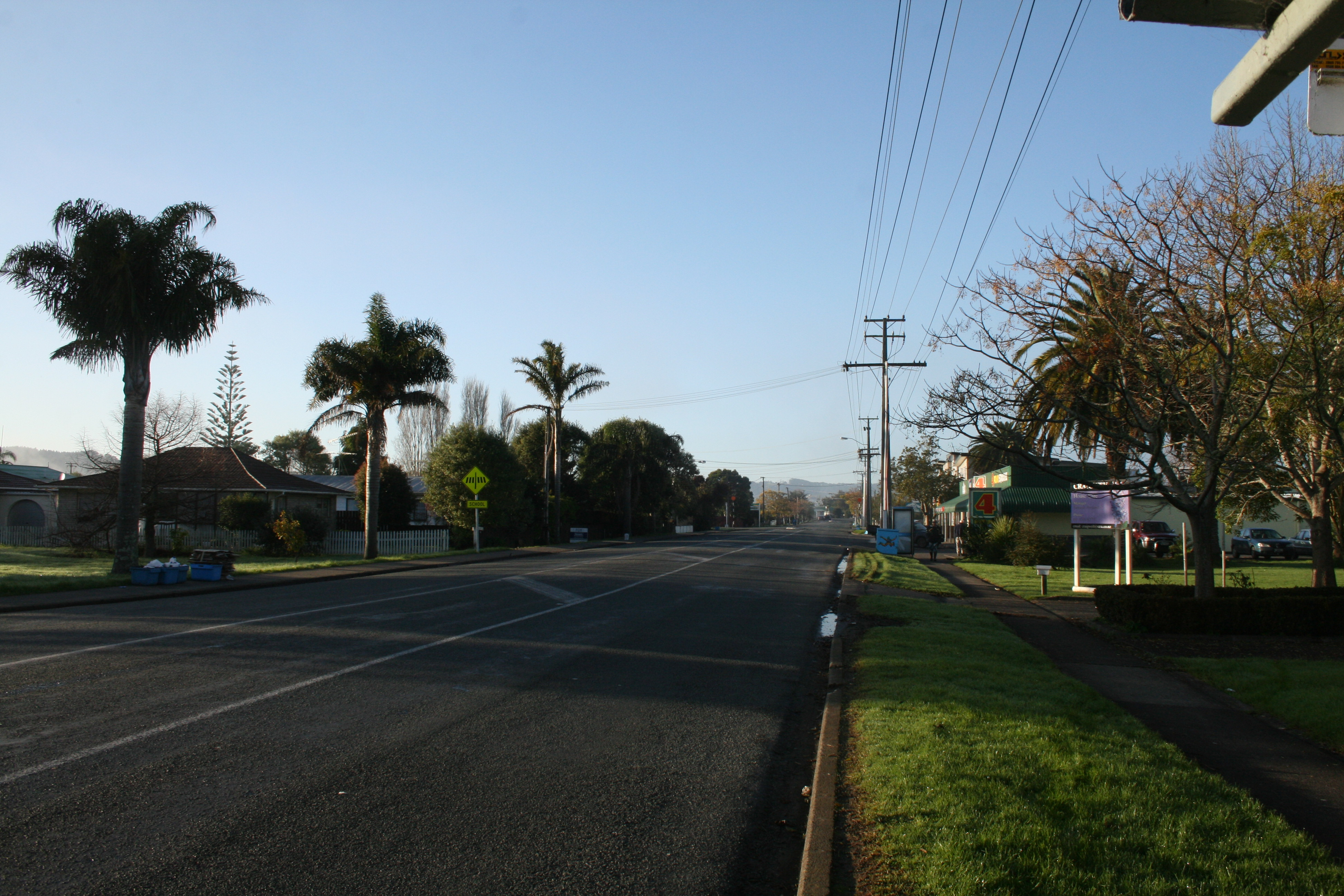
Parakai, une partie d’Helensville

La zone autour d’Helensville était initialement appelée Te Awaroa, ce qui signifie le ’long chemin’ ("The long path" ou "The long river valley").
Le premier colon Européen dans le district est un bûcheron écossais du nom de McLeod, venu de Nouvelle-Écosse jusqu’en Nouvelle-Zélande.
John McLeod construisit une maison, qui fut dénommée « Villa d’Helen » en l’honneur de sa femme et le nom devint celui du village environnant.
Le développement initial de la ville est basé sur la scierie des troncs de kauri, mais au début du XXe siècle, l’élevage laitier a pris une importance croissante.
La ville devint aussi un centre touristique, basé sur la présence d’une source chaude à 3 km à l’ouest de la ville, dans l’agglomération de Parakai.
Une partie de l’histoire initiale d’Helensville est décrite dans le livre Men Came Voyaging écrit par Colleen Sheffield, qui perdit sa femme dans un accident de bus avant que le livre ne soit terminé.

## Économie
Bien que ce ne soit plus un centre d’exploitation forestière ni de laiterie, la ville est toujours une attraction touristique, largement du fait qu’il s’y trouve de nombreux bâtiments historiques, les sources chaudes de Parakai et le Aerodrome de Parakai (en), et sa proximité d’Auckland.
On a vu les effets positifs de la proximité de la région sur la production de vin autour de Kumeu, située à 20 km plus au sud.
Il y a aussi un nombre croissant de lotissements dans ce secteur.

## Éducation
- Le collège Kaipara (en) est une école secondaire allant des années 9 à 13, avec un taux de decile de 7 et un effectif de 650 élèves[4]. L’école commença à fonctionner sous le nom de la « Helensville District High School » en 1924, et changea de nom pour celui de « Kaipara College » en 1959[5].

- L’école d'Helensville Primary  est une école primaire allant des années 1 à 8, avec un décile de 5 et un effectif de 336 élèves[6]. Elle fut fondée en 1877[7].

- l’école Tau Te Arohanoa Akoranga est une école composite allant des années 1 à 12 avec un taux de décile de 7 et un effectif de 44 élèves[8]. C’est une école privée offrant une éducation sur une base chrétienne, opérant à partir de l’« Helensville Rugby Clubrooms »[9].

Toutes ces écoles sont mixtes.
Helensville a aussi un « schéma d’Éducation Communautaire » en association avec le collège Kaipara (en) appelé : Rodney Community Learning Centre pour ceux, qui quittent le système scolaire et pour les élèves adultes. 
Il consiste en deux petites unités d'Éducation professionnelle (en) fondés en deux sites différents, l’un à Helensville et l’autre à Wellsford. 
Toutefois, ce dernier ferma la fin de l’année 2005.

## Transport

### Rail
voir gare d’Helensville (en).

## Bus
Avec le retrait du service des trains réguliers, le seul service public de transport entre la ville d'Helensville et la cité d’Auckland est actuellement assuré via les bus vers et à partir du centre commercial de Westgate dans Waitakere, puis par le rail ou le bus vers Auckland City.
Toutefois, aux heures de pointe, un bus express fonctionne directement vers « Downtown ».